# Olympische Winterspiele 2010/Teilnehmer (Bosnien und Herzegowina)
| Gelbes Symbol für Goldmedaillen mit stilisierten Olympischen Ringen | Graues Symbol für Silbermedaillen mit stilisierten Olympischen Ringen | Braundes Symbol für Bronzemedaillen mit stilisierten Olympischen Ringen |
| ------------------------------------------------------------------- | --------------------------------------------------------------------- | ----------------------------------------------------------------------- |
| —                                                                   | —                                                                     | —                                                                       |

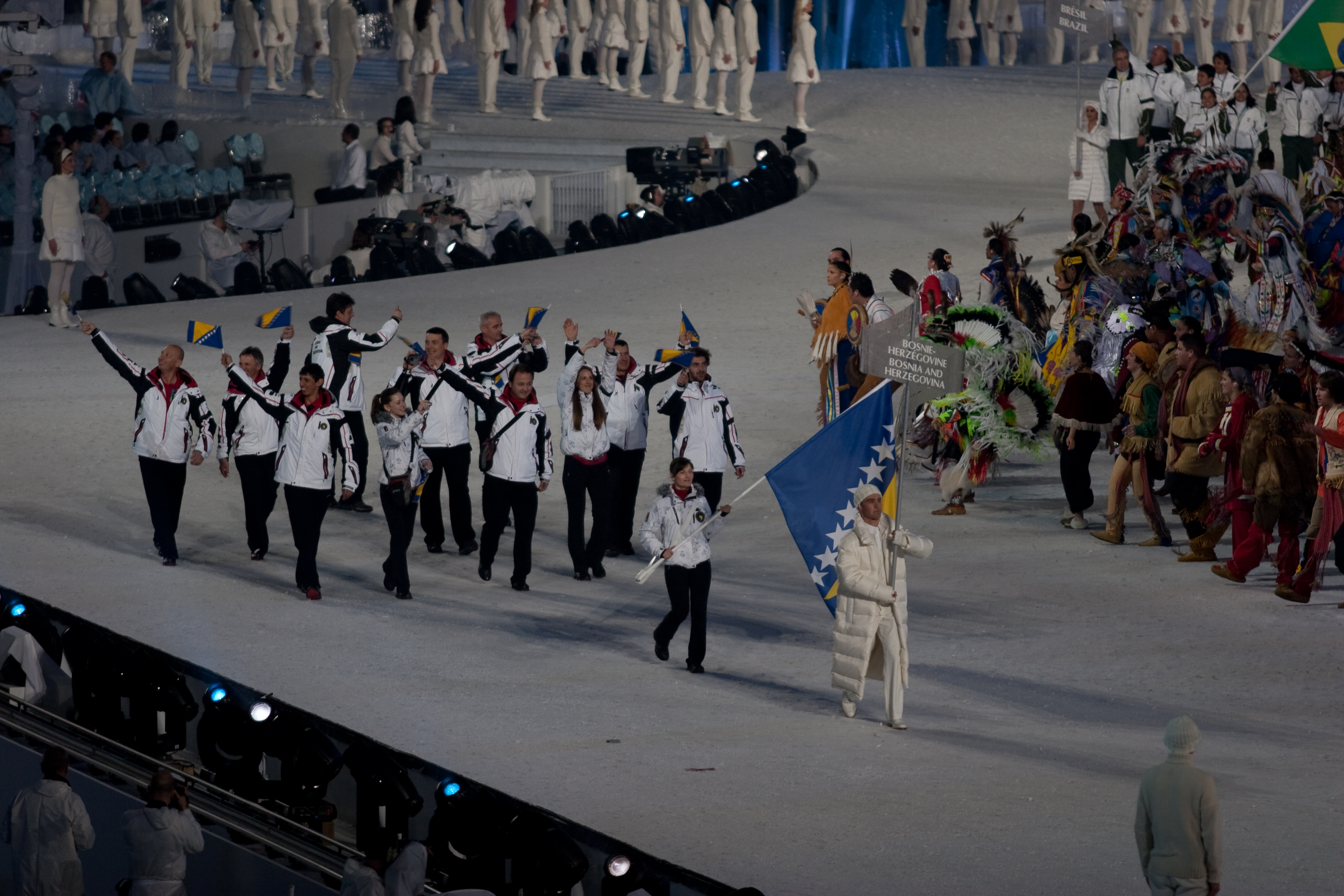
Einmarsch der Delegation aus Bosnien und Herzegowina

Bosnien und Herzegowina nahm an den Olympischen Winterspielen 2010 im kanadischen Vancouver mit fünf Sportlern in drei Sportarten teil.

## Flaggenträger
Die Alpin-Skirennläuferin Žana Novaković trug die Nationalflagge bei der Eröffnungsfeier.

## Teilnehmer nach Sportarten
Biathlon
Frauen
- Tanja Karišik
Sprint: 88. Platz

 Ski Alpin
Männer
- Marko Rudić
Slalom: 36. Platz

Frauen
- Maja Klepić
Slalom: im 2. Lauf ausgeschieden
- Žana Novaković
Slalom: 40. Platz

 Skilanglauf
Männer
- Mladen Plakalović
15 km Freistil: 78. Platz

Frauen
- Tanja Karišik
10 km Freistil: 72. Platz